# Thomas Prager
Thomas Prager (født d. 13. september 1985 i Wien, Østrig) er en professionel fodboldspiller fra Østrig. Han spiller for Ethnikos Achna. Han har tidligere spillet for blandt andet LASK Linz og Rapid Wien i hjemlandet samt for SC Heerenveen i Holland.
Prager har (pr. april 2018) spillet 14 kampe for Østrigs landshold.

## Karriere
| Sæson     | Klub          | Land    | Kampe | Mål | Liga       |
| 2003-2004 | SC Heerenveen | Holland | 3     | 0   | Eredivisie |
| 2004-2005 | SC Heerenveen | Holland | 4     | 0   | Eredivisie |
| 2005-2006 | SC Heerenveen | Holland | 15    | 0   | Eredivisie |
| 2006-2007 | SC Heerenveen | Holland | 21    | 0   | Eredivisie |
| I alt     | I alt         |         | 43    | 0   |            |